# كهف غرونليغروتا
كهف غرونليغروتا هو كهف كارستي في بلدية رانا في نوردلاند، النرويج. يقع في وادي Røvassdalen، وتم استكشافه لأول مرة في عام 1914. يبلغ عمقه الإجمالي 107 متر (351 قدم) واستكشف بطول 2 كيلومتر (1.2 ميل) . من المحتمل أنه متصل بSetergrotta القريب. الكهف مجهز بأضواء اصطناعية ومفتوح للسياح.